# Lothar Kurbjuweit
Lothar Kurbjuweit (Seerhausen, 6 november 1950) is een voormalig voetballer uit Oost-Duitsland, die speelde als verdediger. Hij stapte later het trainersvak in.

## Clubcarrière
Kurbjuweit kwam vrijwel zijn gehele loopbaan uit voor FC Carl Zeiss Jena, na te zijn begonnen bij Stahl Riesa. Hij speelde op 13 mei 1981 mee in de finale van de strijd om de Europacup II, die Carl Zeiss Jena in in het Rheinstadion in Düsseldorf met 2-1 verloor van FC Dinamo Tbilisi.

## Interlandcarrière
Kurbjuweit kwam in totaal 66 keer (vier doelpunten) uit voor de nationale ploeg van Oost-Duitsland in de periode 1970–1981. Onder leiding van bondscoach Georg Buschner maakte hij zijn debuut op 16 mei 1970 in de vriendschappelijke wedstrijd tegen Polen (1–1) in Krakau, net als Michael Strempel (Carl Zeiss Jena). Kurbjuweit maakte deel uit van de Oost-Duitse ploeg, die in 1972 de bronzen medaille won bij de Olympische Spelen in München. Vier jaar later was hij eveneens van de partij en won hij met de DDR-ploeg de gouden medaille in Montreal. Tevens nam hij met zijn vaderland deel aan het WK voetbal 1974.

## Erelijst
Carl Zeiss Jena
- Oost-Duitse beker

1972, 1974, 1980